# Yakuba Bamba
Yakuba Bamba (ur. 16 grudnia 1975) – iworyjski piłkarz, który grał na pozycji napastnika. W latach 1996–1997 reprezentant Wybrzeża Kości Słoniowej. W 2005 roku został najlepszym strzelcem w Premyer Liqa. 